# Domino Club

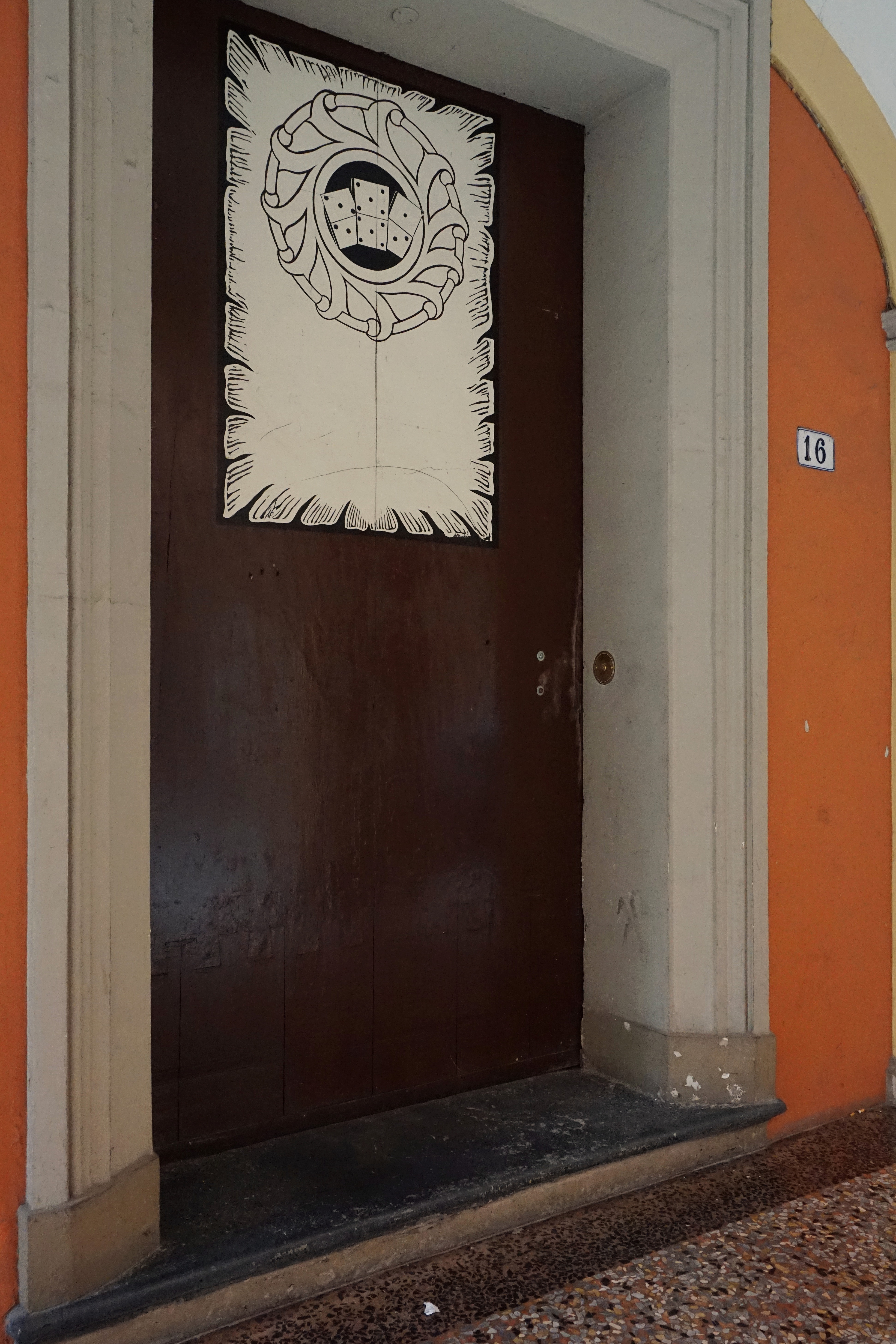
L'ingresso di Domino Club

Il Domino Club è un club per gentiluomini di Bologna.

## Storia
Nel 1863 fu fondata una società denominata "Casino Nuovo di Bologna".
Il 2 aprile 1866 la società assunse il nome di "Domino Club" e presidente fu nominato il conte Giovanni Malvezzi.
Il circolo nasce sulle ceneri del Casino Civico, poi Società del Casino, circolo che raggruppava gli aristocratici della città.
La prima sede fu in Palazzo Casali, anche noto come palazzo Frati, sito in Via Miola (oggi Via Farini 24).
Si trasferì poi a Palazzo Pepoli, in Piazza del Francia.
Nel 1894 fu acquistata la nuova sede di Via Castiglione 16, dove il circolo si riunisce tuttora.

## Sede
La sede sociale dal 1894 si trova in Via Castiglione 16.

## Attività
Il circolo ha 224 soci, tutti uomini.